# Glutathion

Struktura gluthathionu

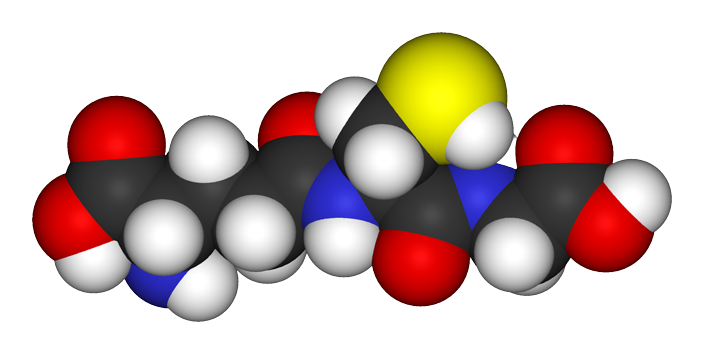
3D struktura gluthathionu

Glutathion (GSH) je důležitý antioxidant u rostlin, zvířat, hub a některých bakterií. Je schopen zabránit poškození důležitých buněčných složek způsobených reaktivními druhy kyslíku, jako jsou volné radikály, peroxidy, peroxidy lipidů a těžké kovy. Jedná se o tripeptid s gama peptidovou vazbou mezi karboxylovou skupinou postranního řetězce glutamátu a aminové skupiny cysteinu; karboxylová skupina cysteinu je připojena normální peptidovou vazbou na glycin. Je přítomen v mase, zelenině i ovoci a chrání organismus před oxidačním stresem (podílí se na odstraňování peroxidu vodíku). Je obnovován reakcí katalyzovanou glutathionreduktázou, zatímco enzym glutathion-S-transferáza je schopen glutathion připojovat na různé chemické látky.
Jako glutathionemie se označuje zvýšená hladina glutathionu v krvi, jako glutathionurie zvýšená hladina v moči.